# Balabay Ağayev
Balabay Ağayev (también escrito como Balabay Aghayev; 30 de septiembre de 1998) es un deportista azerbaiyano que compite en judo. Ganó una medalla de plata en el Campeonato Europeo de Judo de 2024, en la categoría de –60 kg.

## Palmarés internacional
| Campeonato Europeo | Campeonato Europeo | Campeonato Europeo | Campeonato Europeo |
| Año                | Lugar              | Medalla            | Categoría          |
| ------------------ | ------------------ | ------------------ | ------------------ |
| 2024               | Zagreb (Croacia)   | Medalla de plata   | –60 kg             |